# Institut d'astrophysique de Paris

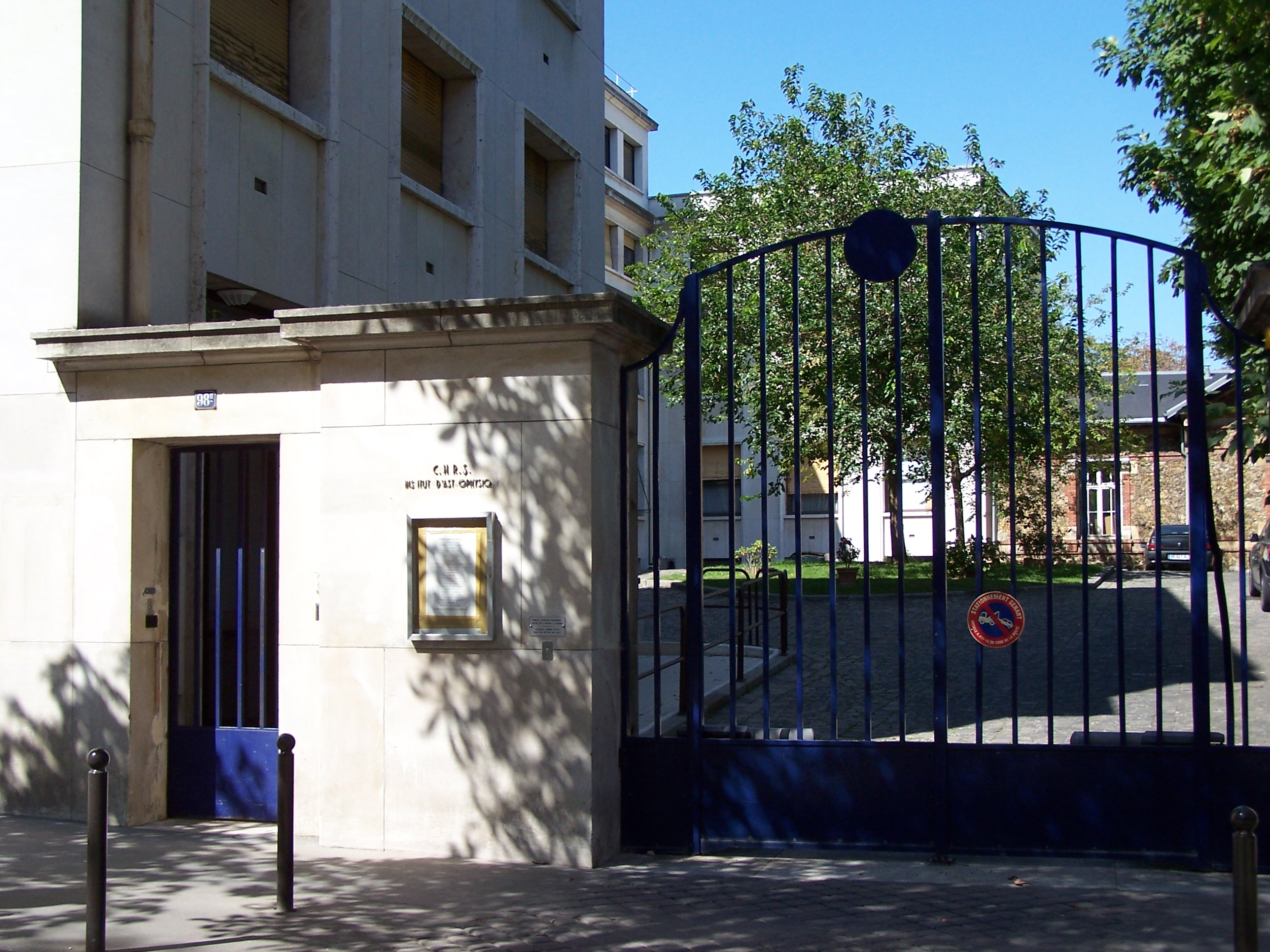
Prédio principal do IAP

O Institut d'astrophysique de Paris (IAP) (em português: Instituto de Astrofísica de Paris) é um instituto de pesquisa em Paris, França. O instituto faz parte da Sorbonne Université e está vinculado ao CNRS. Está localizado em Paris, ao lado do Observatório de Paris. O IAP foi fundado em 1936 pelo Ministério da Educação francês sob Jean Zay.

## Pesquisadores famosos
- François Bouchet, um astrônomo francês
- Anne-Marie Lagrange, uma astrofísica francesa
- André Lallemand, um astrônomo francês
- Jean-Claude Pecker, um astrofísico francês
- Marina Trevisan, uma astrofísica brasileira